# 亞沃爾尼茨凱 (第聶伯羅彼得羅夫斯克州)

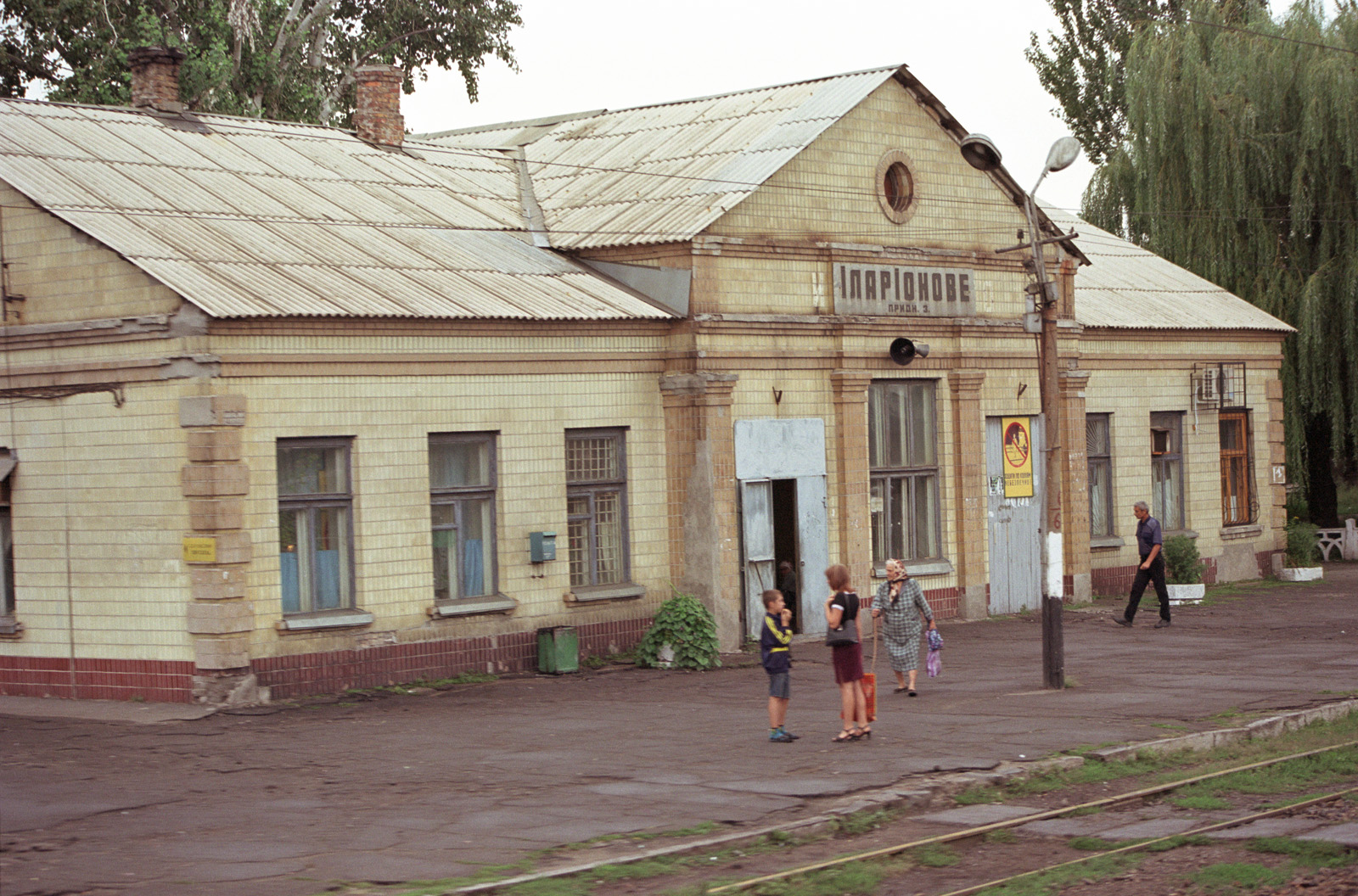
火车站

亚沃尔尼茨凯（烏克蘭語：Яворницьке），2024年9月前名为伊拉里奧諾韋（烏克蘭語：Іларіонове），是位於烏克蘭東部的鎮，由第聶伯羅彼得羅夫斯克州裡錫內利尼科韋區的伊拉里奧諾韋市鎮負責管轄。該鎮始建於1875年，面積5.059平方公里，海拔152米，2013年人口7826，人口密度每平方公里1.547人。
2024年9月19日，乌克兰最高拉达将此镇的名字改为亚沃尔尼茨凯。